# 김성애
김성애(金聖愛, 1924년 12월 29일 ~ 2014년 9월)는 조선민주주의인민공화국의 국가 주석이었던 김일성의 세 번째 아내로, 평안남도 강서군에서 태어났다.

## 생애
김일성은 1949년 9월에 김정숙이 사망한 뒤 1950년 1월 15일 부수상 홍명희의 딸과 재혼하였다. 그러나 그녀는 몸이 약하여 결혼 초(1950년 8월경)에 일찍 사망한 것으로 보이며, 김일성의 처로 거론되는 일이 거의 없다.
김일성은 1949년 9월, 김정숙(金正淑)과 사별하고 1950년 1월, 홍영숙(洪永淑)과 재혼하였지만 1950년 8월, 홍영숙도 사별한 뒤 한국 전쟁 중에 자기의 집무실 비서였던 김성애와 1951년 12월, 3번째 결혼하였다.
김성애의 처음 이름은 김성팔(金星八)이며, 한국전쟁 중에 1951년 3월 1일자 부산일보에 김일성이 바람피우는 상대로 김성팔이란 이름이 처음 보도되었다.
1950년 6월, 당시, 평양여자사범학교 학생이었던 김성애는 전쟁이 발발하자 징집되어 김일성의 집무실 비서로 배치되었다. 1년 후 1951년 12월, 임신 사실을 감출 수 없을 정도로 배가 부른 김성애는 당시 조선노동당 중앙비서 박정애에게 자신이 김일성의 아이(딸 김경진)를 임신한 것을 알렸고, 박정애의 권유로 김일성은 비밀리에 김성애와 결혼하였다. 이들의 결혼은 수년 간 비밀로 부쳐졌다가 1958년에 가족 사진을 공개하는 형식을 빌어 공식화되었다.
김성애는 김일성과의 사이에서 딸 김경진, 김경숙, 김백연, 아들 김평일, 김영일 등을 비롯한 2남 3녀를 뒀다.
그녀는 1964년부터 최고인민회의 대의원에 연이어 선출되었다가 1976년 여맹 중앙위원장으로 전임 되었다.
1973년 동생 김성갑이 김일성이 인민대학습당을 건립하려고 마련한 부지에 김성갑 본인의 사저를 짓는 사건을 저질렀다. 이는 김일성은 잘 알지 못하고 있었지만 김정일이 김성애 집안 사람들의 뒷조사를 한 끝에 알아내서 김일성에게 보고함은 물론 대대적으로 까발렸다. 이에 김일성은 엄청나게 분노했지만 그럼에도 불구하고 김성애는 김일성과 부부싸움을 벌이는 과오를 저질렀다. 일이 이지경까지 가자 김일성은 김성갑을 숙청했으며 자신의 후계구도에서 김성애의 친아들인 김평일을 영구 배제하게 되었다. 
김정일은 14세 차이에 불과한 계모 김성애를 어머니로 인정하지 않았고, 사이도 매우 좋지 않았다. 또한, 김성애가 낳은 이복동생 김평일을 상당히 경계했던 것으로 알려져 있다.
결국 김일성이 죽은 뒤 권력을 잡은 김정일에 의해서 김성애는 사실상 정계에 좌천 당하였다. 그리고 1997년 김일성 3주기 행사에 참석한 것을 마지막으로 공식석상 또한 자취를 감추었다.

## 가족 관계
- 오빠 : 김광협(金光俠, 1915년 ∼ 1970년 숙청)
- 남동생 : 김성호
- 남동생 : 김성갑

|                           |                           |                           |                           |                           |                           |  |  |                           |                           |                           |                           | 김형직 金亨稷 1894 - 1926 | 김형직 金亨稷 1894 - 1926 | 김형직 金亨稷 1894 - 1926 | 김형직 金亨稷 1894 - 1926 | 김형직 金亨稷 1894 - 1926 | 김형직 金亨稷 1894 - 1926 |                      |                      |                      |                      |  |  |                           |                           |                           |                           |                           |                           |  |  |                      |                      |                      |                      | 강반석 康盤石 1892 - 1932 | 강반석 康盤石 1892 - 1932 | 강반석 康盤石 1892 - 1932 | 강반석 康盤石 1892 - 1932 | 강반석 康盤石 1892 - 1932 | 강반석 康盤石 1892 - 1932 |                      |                      |                      |                      |  |  |                           |                           |                           |                           |                           |                           |  |  |                  |                  |                  |                  |                         |                         |                         |                         |                         |                         |
|                           |                           |                           |                           |                           |                           |  |  |                           |                           |                           |                           | 김형직 金亨稷 1894 - 1926 | 김형직 金亨稷 1894 - 1926 | 김형직 金亨稷 1894 - 1926 | 김형직 金亨稷 1894 - 1926 | 김형직 金亨稷 1894 - 1926 | 김형직 金亨稷 1894 - 1926 |                      |                      |                      |                      |  |  |                           |                           |                           |                           |                           |                           |  |  |                      |                      |                      |                      | 강반석 康盤石 1892 - 1932 | 강반석 康盤石 1892 - 1932 | 강반석 康盤石 1892 - 1932 | 강반석 康盤石 1892 - 1932 | 강반석 康盤石 1892 - 1932 | 강반석 康盤石 1892 - 1932 |                      |                      |                      |                      |  |  |                           |                           |                           |                           |                           |                           |  |  |                  |                  |                  |                  |                         |                         |                         |                         |                         |                         |
|                           |                           |                           |                           |                           |                           |  |  |                           |                           |                           |                           |                           |                           |                           |                           |                           |                           |                      |                      |                      |                      |  |  |                           |                           |                           |                           |                           |                           |  |  |                      |                      |                      |                      |                           |                           |                           |                           |                           |                           |                      |                      |                      |                      |  |  |                           |                           |                           |                           |                           |                           |  |  |                  |                  |                  |                  |                         |                         |                         |                         |                         |                         |
|                           |                           |                           |                           |                           |                           |  |  |                           |                           |                           |                           |                           |                           |                           |                           |                           |                           |                      |                      |                      |                      |  |  |                           |                           |                           |                           |                           |                           |  |  |                      |                      |                      |                      |                           |                           |                           |                           |                           |                           |                      |                      |                      |                      |  |  |                           |                           |                           |                           |                           |                           |  |  |                  |                  |                  |                  |                         |                         |                         |                         |                         |                         |
|                           |                           |                           |                           |                           |                           |  |  |                           |                           |                           |                           | 김정숙 金正淑 1917 - 1949 | 김정숙 金正淑 1917 - 1949 | 김정숙 金正淑 1917 - 1949 | 김정숙 金正淑 1917 - 1949 | 김정숙 金正淑 1917 - 1949 | 김정숙 金正淑 1917 - 1949 |                      |                      |                      |                      |  |  | 김일성 金日成 1912 - 1994 | 김일성 金日成 1912 - 1994 | 김일성 金日成 1912 - 1994 | 김일성 金日成 1912 - 1994 | 김일성 金日成 1912 - 1994 | 김일성 金日成 1912 - 1994 |  |  |                      |                      |                      |                      | 김성애 金聖愛 1924 - 2014 | 김성애 金聖愛 1924 - 2014 | 김성애 金聖愛 1924 - 2014 | 김성애 金聖愛 1924 - 2014 | 김성애 金聖愛 1924 - 2014 | 김성애 金聖愛 1924 - 2014 |                      |                      |                      |                      |  |  |                           |                           |                           |                           |                           |                           |  |  |                  |                  |                  |                  | 제갈순복 諸葛순복 ? - ? | 제갈순복 諸葛순복 ? - ? | 제갈순복 諸葛순복 ? - ? | 제갈순복 諸葛순복 ? - ? | 제갈순복 諸葛순복 ? - ? | 제갈순복 諸葛순복 ? - ? |
|                           |                           |                           |                           |                           |                           |  |  |                           |                           |                           |                           | 김정숙 金正淑 1917 - 1949 | 김정숙 金正淑 1917 - 1949 | 김정숙 金正淑 1917 - 1949 | 김정숙 金正淑 1917 - 1949 | 김정숙 金正淑 1917 - 1949 | 김정숙 金正淑 1917 - 1949 |                      |                      |                      |                      |  |  | 김일성 金日成 1912 - 1994 | 김일성 金日成 1912 - 1994 | 김일성 金日成 1912 - 1994 | 김일성 金日成 1912 - 1994 | 김일성 金日成 1912 - 1994 | 김일성 金日成 1912 - 1994 |  |  |                      |                      |                      |                      | 김성애 金聖愛 1924 - 2014 | 김성애 金聖愛 1924 - 2014 | 김성애 金聖愛 1924 - 2014 | 김성애 金聖愛 1924 - 2014 | 김성애 金聖愛 1924 - 2014 | 김성애 金聖愛 1924 - 2014 |                      |                      |                      |                      |  |  |                           |                           |                           |                           |                           |                           |  |  |                  |                  |                  |                  | 제갈순복 諸葛순복 ? - ? | 제갈순복 諸葛순복 ? - ? | 제갈순복 諸葛순복 ? - ? | 제갈순복 諸葛순복 ? - ? | 제갈순복 諸葛순복 ? - ? | 제갈순복 諸葛순복 ? - ? |
|                           |                           |                           |                           |                           |                           |  |  |                           |                           |                           |                           |                           |                           |                           |                           |                           |                           |                      |                      |                      |                      |  |  |                           |                           |                           |                           |                           |                           |  |  |                      |                      |                      |                      |                           |                           |                           |                           |                           |                           |                      |                      |                      |                      |  |  |                           |                           |                           |                           |                           |                           |  |  |                  |                  |                  |                  |                         |                         |                         |                         |                         |                         |
|                           |                           |                           |                           |                           |                           |  |  |                           |                           |                           |                           |                           |                           |                           |                           |                           |                           |                      |                      |                      |                      |  |  |                           |                           |                           |                           |                           |                           |  |  |                      |                      |                      |                      |                           |                           |                           |                           |                           |                           |                      |                      |                      |                      |  |  |                           |                           |                           |                           |                           |                           |  |  |                  |                  |                  |                  |                         |                         |                         |                         |                         |                         |
| 김정일 金正日 1941 - 2011 | 김정일 金正日 1941 - 2011 | 김정일 金正日 1941 - 2011 | 김정일 金正日 1941 - 2011 | 김정일 金正日 1941 - 2011 | 김정일 金正日 1941 - 2011 |  |  | 김만일 金萬日 1944 - 1947 | 김만일 金萬日 1944 - 1947 | 김만일 金萬日 1944 - 1947 | 김만일 金萬日 1944 - 1947 | 김만일 金萬日 1944 - 1947 | 김만일 金萬日 1944 - 1947 |                           |                           | 김경희 金敬姬 1946 -      | 김경희 金敬姬 1946 -      | 김경희 金敬姬 1946 - | 김경희 金敬姬 1946 - | 김경희 金敬姬 1946 - | 김경희 金敬姬 1946 - |  |  | 김경숙 金敬淑 1951 -      | 김경숙 金敬淑 1951 -      | 김경숙 金敬淑 1951 -      | 김경숙 金敬淑 1951 -      | 김경숙 金敬淑 1951 -      | 김경숙 金敬淑 1951 -      |  |  | 김경진 金經進 1952 - | 김경진 金經進 1952 - | 김경진 金經進 1952 - | 김경진 金經進 1952 - | 김경진 金經進 1952 -      | 김경진 金經進 1952 -      |                           |                           | 김평일 金平日 1954 -      | 김평일 金平日 1954 -      | 김평일 金平日 1954 - | 김평일 金平日 1954 - | 김평일 金平日 1954 - | 김평일 金平日 1954 - |  |  | 김영일 金英日 1955 - 2000 | 김영일 金英日 1955 - 2000 | 김영일 金英日 1955 - 2000 | 김영일 金英日 1955 - 2000 | 김영일 金英日 1955 - 2000 | 김영일 金英日 1955 - 2000 |  |  | 김현 金現 1971 - | 김현 金現 1971 - | 김현 金現 1971 - | 김현 金現 1971 - | 김현 金現 1971 -        | 김현 金現 1971 -        |                         |                         |                         |                         |

## 같이 보기
- 박정애